# Lygus keltoni
Lygus keltoni är en insektsart som beskrevs av Schwartz in Schwartz och Foottit 1998. Lygus keltoni ingår i släktet Lygus och familjen ängsskinnbaggar. Inga underarter finns listade i Catalogue of Life.